# Онон (река)
Онон (монг. Онон гол; рус. Оно́н) је река у Монголији и Русији. Дугачка је 1.032 км, и има сливно подручје од 96.200 км².

## Ток
Настаје на источном обронку планина Кенти. 298 км протиче унутар Монголије, пре него што уђе у регион Даурија на руском Далеком истоку. Онон се спаја са реком Ингода и формирају реку Шилку. Њена речна долина чини источну границу планина Кентеи-Даур. Његове главне притоке су Куркин Гол, Борзја и Унда с десне стране, и Агутса, Кира и Ага са леве стране.
Водени систем Онон — Шилка — Амур једна је од десет најдужих река на свету, чија је дужина 1.032 км + 560 км + 2.874 км. 
Карактеристика климе су ниске температуре зими и високе температуре лети. У новембру, река се и леди. Река Онон је погодна за сплаварење и риболов. Локално становништво користи речну воду углавном за наводњавање пољопривредног земљишта. Река има велике резерве различитих слатководних риба (пастрмка, штука, сом, шаран, караш, црвенперка и др.). Али, већи део године вода је прилично мутна, што ограничава могућност риболова.

## У историји
Горњи Онон једно је од подручја за које се тврди да је било место где је Џингис Кан рођен и одрастао. 
Тајна историја Монгола почиње овако: „На свет је стигао „Borte Chono“ (плаво-сиви вук) чија је судбина била воља Неба. Његова супруга је била "Gua Maral" (лепа срна). Они су путовали унутрашњим морем и кад су боравили у близини извора реке Онон, са погледом на Бурхан Халдун, родио им се први син, по имену Бат Тсаган." 